# Pussigny
Pussigny ist eine Gemeinde mit 160 Einwohnern (Stand: 1. Januar 2022) im französischen Département Indre-et-Loire in der Region Centre-Val de Loire. Sie gehört zum Kanton Sainte-Maure-de-Touraine im Arrondissement Chinon. Die Einwohner werden Pussinois genannt.

## Geografie
Pussigny liegt etwa 45 Kilometer südsüdwestlich von Tours an der Vienne, die die Gemeinde im Osten begrenzt. Umgeben wird Pussigny von den Nachbargemeinden Ports-sur-Vienne im Norden, Port-de-Piles im Nordosten, Les Ormes im Osten und Südosten, Antogny-le-Tillac im Süden sowie Marigny-Marmande im Westen.
Durch die Gemeinde führt die Autoroute A10.

## Bevölkerungsentwicklung
| Jahr                       | 1962 | 1968 | 1975 | 1982 | 1990 | 1999 | 2006 | 2018 |
| -------------------------- | ---- | ---- | ---- | ---- | ---- | ---- | ---- | ---- |
| Einwohner                  | 241  | 209  | 171  | 160  | 162  | 184  | 195  | 168  |
| Quellen: Cassini und INSEE |      |      |      |      |      |      |      |      |

## Sehenswürdigkeiten
- Kirche Saint-Clair, ursprünglich aus dem 12. Jahrhundert, im 18. Jahrhundert umgebaut, seit 1947 Monument historique

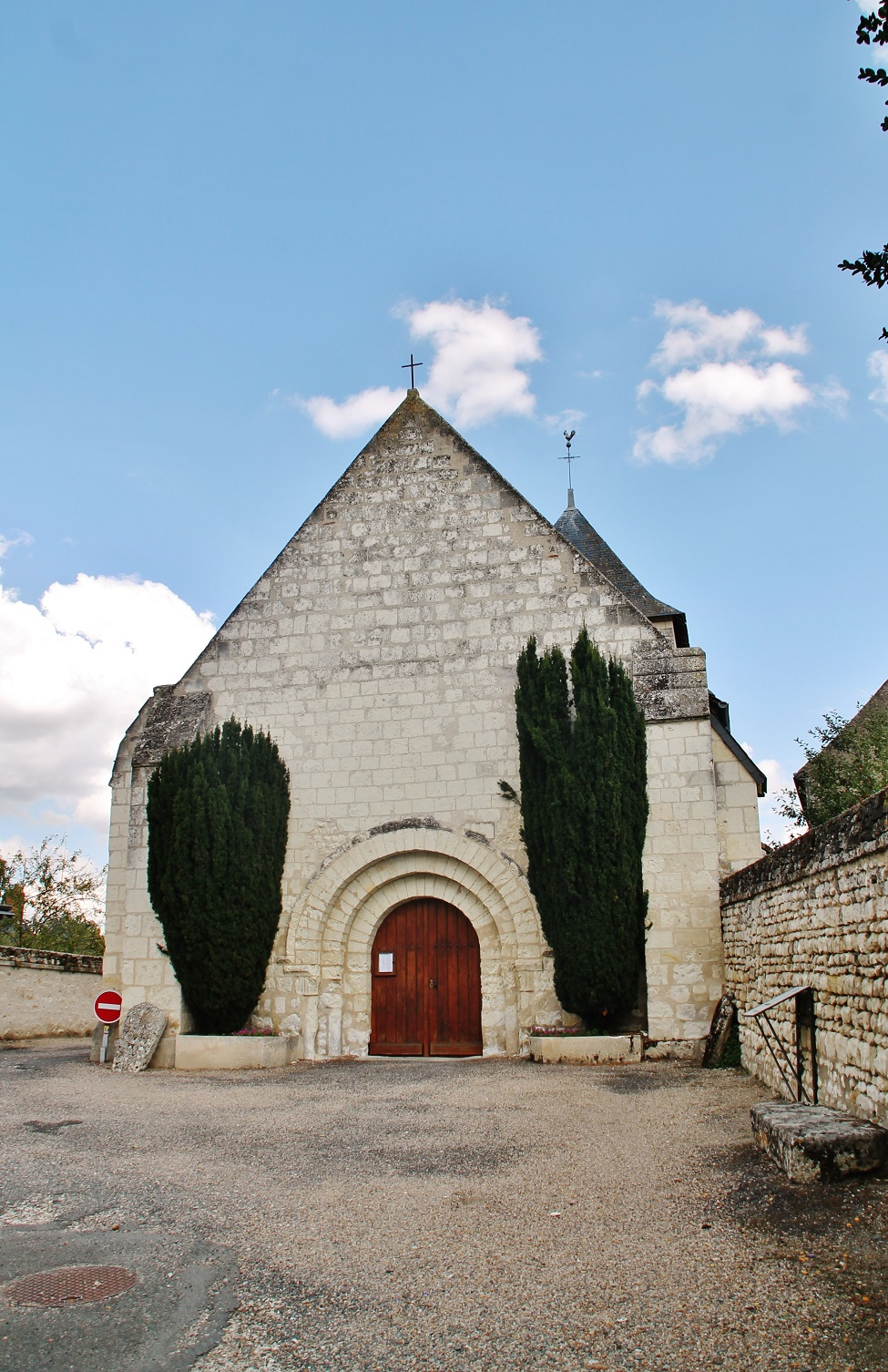
Kirche Saint-Clair

- Dolmen von Doulx